# Roubaix
Roubaix (in de Frans-Belgische grensstreek soms nog: Robaais of Roebeke) is een Franse industriestad met op 1 januari 2022 99.507 inwoners. Roubaix vormt met de Franse steden Rijsel en Tourcoing en met de Belgische stad Moeskroen één grote stedelijke agglomeratie en maakt deel uit van de Europese metropool van Rijsel (ruim 1 miljoen inwoners) en de grensoverschrijdende Eurometropool Rijsel-Kortrijk-Doornik (ruim 2 miljoen inwoners).
Roubaix was door de eeuwen heen een bekend textielcentrum. Grote textielfabrieken zorgden bij de intrede van de stoommachine voor een explosieve groei van het voordien bescheiden stadje. Door de teloorgang van de textielindustrie heeft Roubaix dit karakter van industriestad verloren, maar het telt thans vele textielwinkels. 
  De stad is bekend als aankomstplaats van de wielerklassieker Parijs-Roubaix.

## Naam
De oudste benaming stamt uit 863, waarin de plaats op een kaart wordt weergegeven als Robacum. Uit 881 of 887 dateert de vermelding (villa) Rusbaci. Dit zijn mogelijk gelatiniseerde afleidingen van een Oudnederfrankisch rausa (riet) + baki (beek). Volgens andere etymologen kan het eerste woorddeel ook zijn afgeleid  van het Germaanse woord ros(s), 'een moerassige of groene vlakte'. Latere middeleeuwse vermeldingen zijn  Rubais in 1047 en 1106, Rosbays in 1122, en Robais in 1127. Deze naam kan als de oudste Vlaamse gelden. Zij evolueerde in het Frans tot Roubaix, zoals te zien op een Mercatorkaart uit 1540.
In Nederland en Vlaanderen wordt doorgaans Roubaix gebruikt. Volgens de lijst Buitenlandse aardrijkskundige namen in het Nederlands van de Nederlandse Taalunie is Robaais in beperkte mate in de Frans-Belgische grensstreek in gebruik. De vorm Robaais komt ook voor in de Vlaamse familienaam Van Robaeys en verdere verbasteringen zoals vb de familienaam Rabaey.
Als Vlaams equivalent werd vroeger Ro(ode)be(e)ke gepropageerd, met name door Jean-Marie Gantois, de belangrijkste figuur van de 20e-eeuwse Vlaamse Beweging in Frans-Vlaanderen. Deze naam is voor de stad Roubaix echter niet authentiek, maar een terugvertaling van de Franse naam. De plaatsnaam Robeke (Frans: Robecq) bestaat echter wel. Het is de naam van een kleine gemeente met 1131 inwoners (2004), eveneens gelegen in het Franse departement Pas-de-Calais (regio Hauts-de-France). Dit dorp maakt deel uit van het arrondissement Béthune.
In de middeleeuwen bestond het adellijke geslacht van Souverain-Moulin en Robeke.

## Geschiedenis
Het dorp Roubaix maakte vanouds deel uit van het graafschap Vlaanderen, en wel van het sinds de 12e eeuw Franssprekende Rijsels-Vlaanderen. Vanaf de 9e eeuw begon men hier schapen te fokken om de wol te produceren die in lokale spinnerijen en weverijen verwerkt werd. 
In 1414 verwierf Roubaix stadsrechten. Tijdens het Bourgondische en Habsburgse bewind maakte  de stad deel uit van de Bourgondische Kreits. In 1564 kreeg zij het monopolie om wol te produceren. In het midden van de 16e eeuw waren er veel textielfabrieken en weverijen en in de zeventiende eeuw ontwikkelde de stad zich als een belangrijke concurrent van de Engelse textielindustrie.
Frans-Vlaanderen werd door Frankrijk ingelijfd in 1677 en door de Vrede van Nijmegen definitief Frans. Tijdens de Spaanse Successieoorlog was Roubaix tijdelijk in handen van de Republiek der Zeven Verenigde Nederlanden (1708-1714).
De plaats verstedelijkte in de 19e eeuw, voornamelijk door de textielindustrie. Roubaix was daarvan aan het begin van de 20e eeuw het wereldcentrum. Tussen 1851 en 1906 groeide de bevolking van Roubaix met meer dan 350%. De grootste Franse postorderbedrijven (La Redoute en 3 Suisses) zijn hier gesticht.

## Bezienswaardigheden
- Sinds 2001 is Roubaix Ville d'art et d'histoire.[bron?]
- Het stadhuis van Roubaix werd ontworpen door Victor Alexandre Laloux en was afgewerkt in 1911. Het is gebouwd in eclectische stijl en heeft een façade van 100 m lengte.
- De gotische Sint-Maartenskerk werd in 1848 verbouwd in neogotische stijl onder architect Charles Leroy. In de kerk bevindt zich een houten retabel van Johannes de Doper, een werk uit Antwerpen.
- In een voormalig art-decozwembad bevindt zich het Musée d'art et d'industrie (La Piscine). Het zwembad werd verbouwd door Jean-Paul Philippon, die ook verantwoordelijk was voor de verbouwing van het Gare d'Orsay tot het Musée d'Orsay.
- In La Manufacture des Flandres wordt een twaalftal nog werkende weefgetouwen uit de periode van de 18de eeuw tot heden getoond, alsmede de werking van de moderne tapijtweverij.
- Het 30 hectaren grote Parc Barbieux uit de 19e eeuw

## Afbeeldingen

Ligging van Roubaix in de Europese metropool van Rijsel
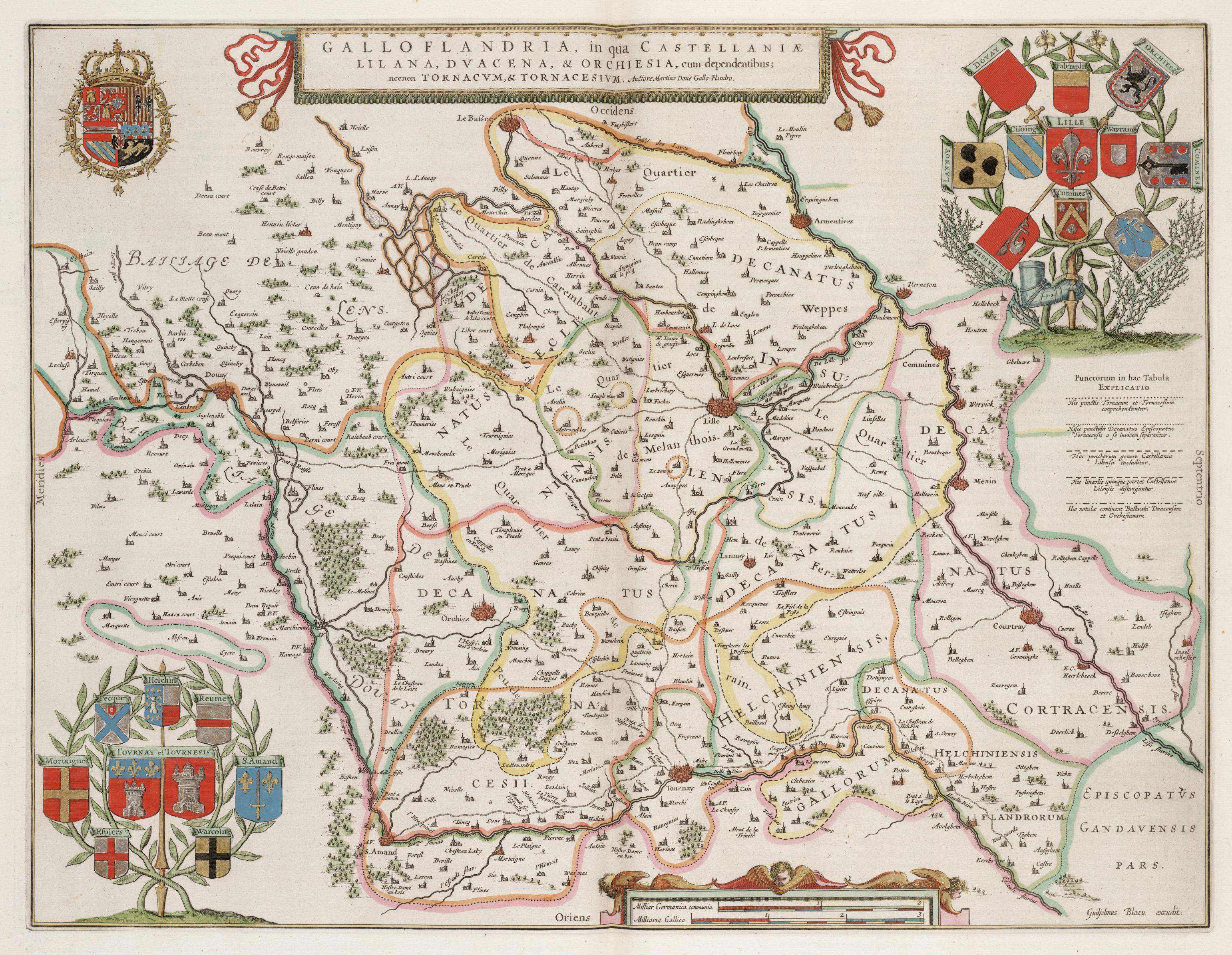
Romaans-Vlaanderen in 1664, door Willem Janszoon Blaeu
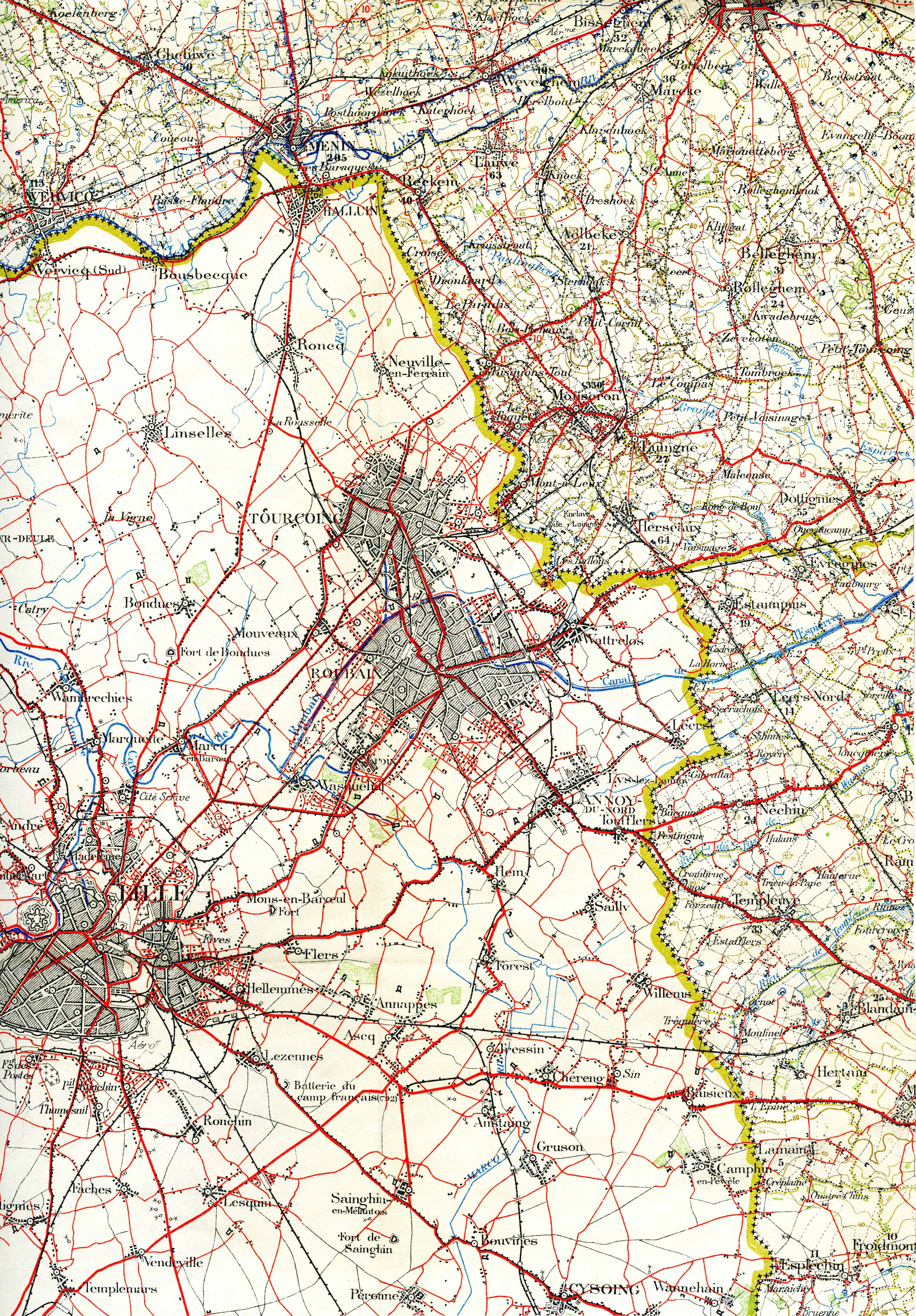
Kaart van Roubaix en omgeving in 1922, voor de grote urbanisatie tussen de steden
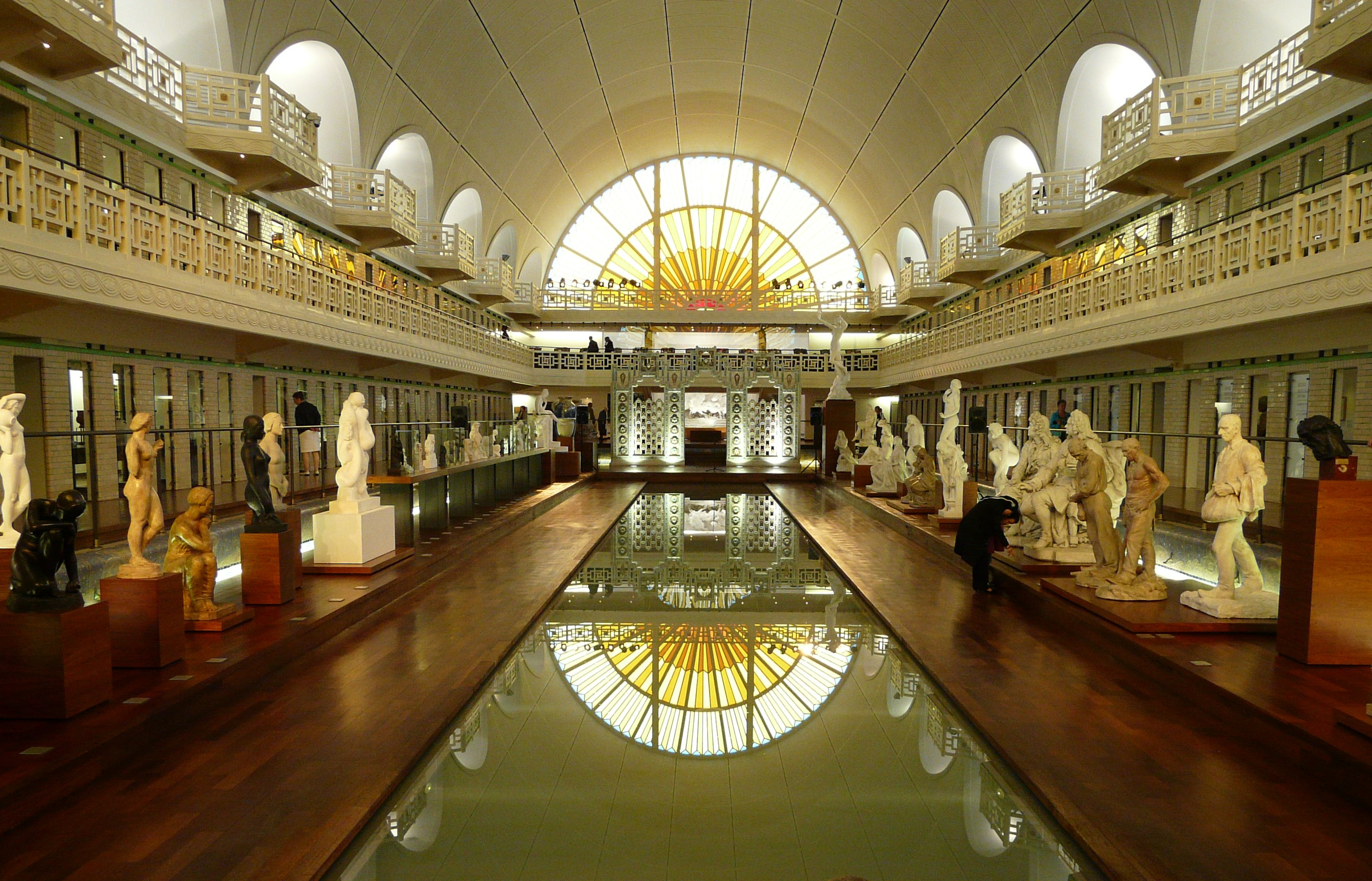
André Diligent Museum van Kunst en Industrie – La Piscine
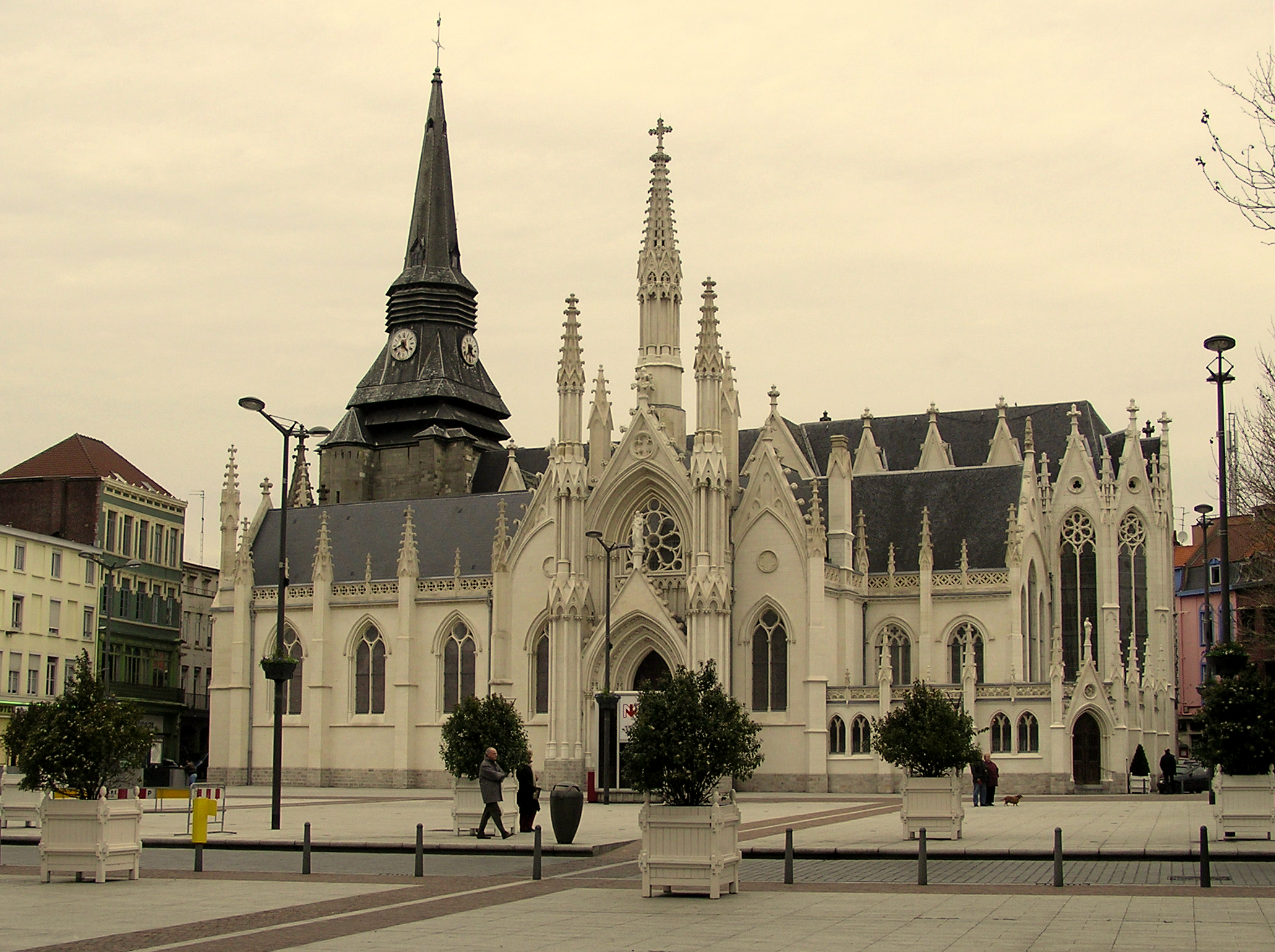
Sint-Maartenskerk
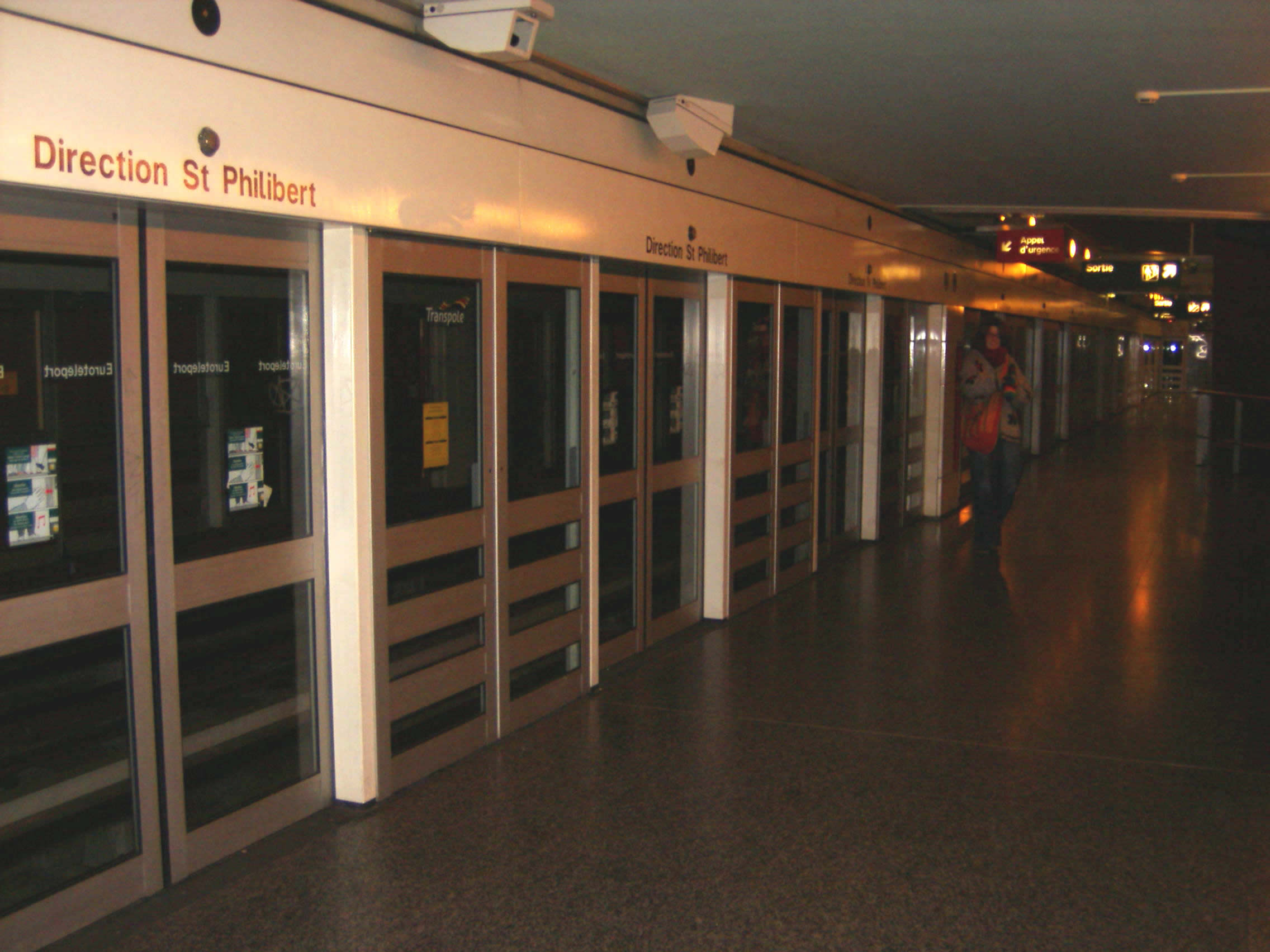
Rijsels metrostation Eurotéleport in Roubaix

## Geografie
De oppervlakte van Roubaix bedroeg op 1 januari 2022 13,23 vierkante kilometer; de bevolkingsdichtheid was toen 7.521,3 inwoners per km².
De onderstaande kaart toont de ligging van Roubaix met de belangrijkste infrastructuur en aangrenzende gemeenten.

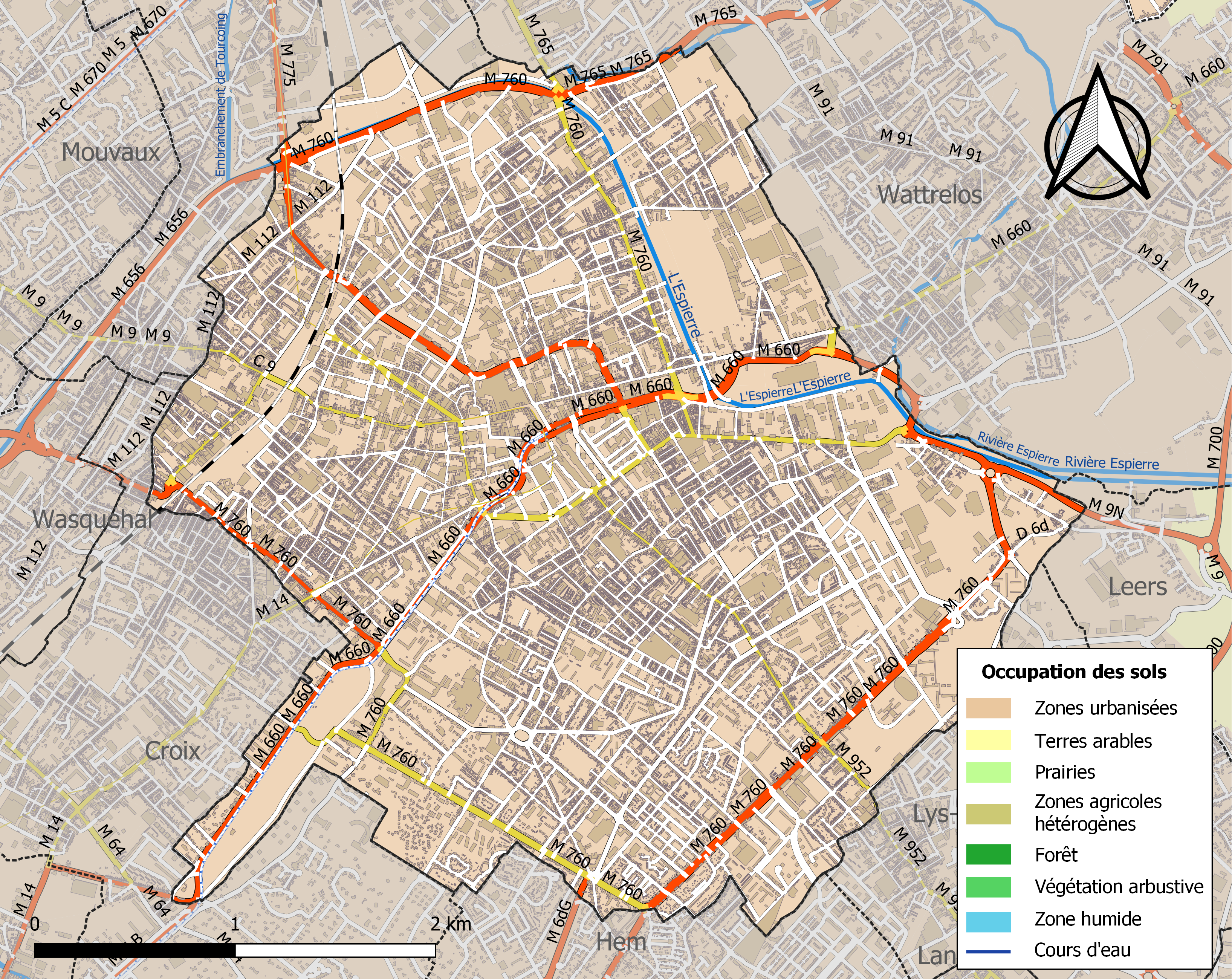

## Demografie
Onderstaande figuur toont het verloop van het inwonertal (bron: INSEE-tellingen).
Roubaix heeft een zeer jonge bevolking, de jongste van Frankrijk zelfs. De bevolking is multi-etnisch, met een grote Maghrebijnse gemeenschap. 20 % van de bevolking is moslim. (tegenover 8% nationaal). Vroeger had Roubaix een grote Belgische gemeenschap. De textielfabrieken trokken immers veel Vlaamse arbeiders aan.

## Verkeer en vervoer
Roubaix wordt bediend door de tram en metro van Rijsel. Deze diensten worden verzorgd door Ilévia, dat instaat voor het openbaar vervoer in de agglomeratie van Rijsel. Roubaix heeft bovendien een treinverbinding met Kortrijk en Rijsel.

## Economie
Een aantal bedrijven hebben hun wortels in Roubaix en sommigen hebben er nog hun hoofdkantoor : 3 Suisses, Damart, La Redoute, Auchan, Cofidis. Roubaix kent echter een hoge werkloosheidgraad (30%); zowat 43% van de bevolking leeft onder de armoedegrens, wat de stad een van de armste van Frankrijk maakt.

## Sport
De wereldberoemde wielerklassieker Parijs-Roubaix finisht in Roubaix op de wielerbaan Vélodrome André Pétrieux. Op deze wielerbaan was ook de finish van de veldritwedstrijd Grand Prix Lille Métropole, die tussen 2006 en 2012 werd verreden en die in 2009, 2010 en 2012 deel uitmaakte van de wereldbeker veldrijden. Naast deze openluchtwielerbaan staat sinds 2012 een indoorwielerbaan Vélodrome Jean Stablinski, waar in oktober 2021 de wereldkampioenschappen baanwielrennen werden verreden. Daarnaast is Roubaix 26 keer etappeplaats geweest in de wielerkoers Ronde van Frankrijk. De laatste keer was in 2018 toen de Duitser John Degenkolb er de rit won.

## Geboren
- Theo Vienne (1864-1921), industrieel en organisator van sportwedstrijden
- Jan Samijn (1869-1933), Belgisch syndicalist
- Louis Loucheur (1872-1931), industrieel en politicus
- Jean-Baptiste Lebas (1878-1944), oud-burgemeester en verzetsstrijder
- Émile Sartorius (1883-1933), voetballer
- Jean Prouvost (1885-1978), zakenman, eigenaar van onder meer Paris-Match, Le Figaro, Marie Claire, Télé 7 jours; aandeelhouder van RTL. Zijn kleindochter Evelyne (ook uit Roubaix) bezit nog de groep Marie Claire. Jean Prouvost bezat ook het textielbedrijf La Lainière de Roubaix dat ooit 8000 mensen te werkstelde en in 2000 de deuren sloot. Hij was ook in het begin van de oorlog minister van informatie in de regering Pétain.
- Charles Crupelandt (1886-1955), wielrenner, won 2 keer Parijs-Roubaix; in 1912 en in 1914. Naar hem is de laatste kasseistrook in Parijs-Roubaix genoemd.
- Léon Mathot (1886-1968), acteur en filmregisseur
- Henri Verdun (1895-1977), componist van filmmuziek en operettes
- Solange Frégnac (1905-1989), Frans-Luxemburgs kunstschilder
- Xavier Toulemonde (1906-1953), richt in 1932 3 Suisses op, aanvankelijk een wolfabriek, later een bekend postorderbedrijf, dat vooral in Frankrijk en België actief was.
- Thérèse Frégnac (1907-1972), Frans-Luxemburgs kunstschilder
- Pierre Pflimlin (1907-2000), politicus, premier en EP-voorzitter
- Maxence Van der Meersch (1907-1951), schrijver
- Octave Vandekerkhove (1911-1987), schrijver
- Viviane Romance (1912-1991), pseudoniem voor Pauline Arlette Ortmans, actrice
- Despature Joseph (1910-1996), Jules (1912) en Paul (1914-1990), drie broers en uitvinders van de stof Thermolactyl, die ze gebruiken voor thermisch ondergoed, oprichters van Damart dat nog steeds in handen is van de familie Despature.
- Pierre Pierrard (1920-2005), historicus
- Gaby Verlor (1921-2005), pseudoniem voor Gabrielle Vervaecke, zangeres en liedjesschrijfster
- Georges Delerue (1925-1992), filmcomponist
- Yvonne Furneaux (1926), actrice
- Pierre Jansen (1930-2015), filmcomponist
- Jenny Clève (1930), actrice
- Gérard Mulliez (1931), zakenman, zijn familie heeft het grootste zakenimperium van Frankrijk met onder meer Auchan, Décathlon, Midas, Auto 5, Saint Maclou, Home Market, Phildar, Leroy Merlin, Banque Accord
- Willot Vier broers, Bernard (1923-2011), Jean Pierre (1928-2015), Regis (1933-2004) en Antoine (1931), uitvinders in 1963 van de wegwerpluiers die ze vanaf 1971 op grote schaal produceren onder de naam Peaudouce. Ze kopen heel wat bedrijven over, waaronder Dior Couture, maar in 1981 komen ze in zware financiële moeilijkheden en neemt Bernard Arnault de groep over. Peaudouce komt in Zweedse handen.
- Bernard Arnault (1949), zakenman, oprichter en CEO van de groep Louis Vuitton Moët Hennessy
- Étienne Chatiliez (1952), filmregisseur
- Alain Bondue (1959), wielrenner en ploegleider
- Arnaud Desplechin (1960), filmregisseur
- Stanislas Dehaene (1965), neuropsycholoog
- Martial Mbandjock (1985), sprinter
- Idir Ouali (1988), voetballer
- Corentin Halucha (1995), voetballer
- Ahmed Touba (1998), voetballer
- Familie Pollet, een familie van textielbaronnen. Joseph Pollet richt in 1837 La Redoute op, oorspronkelijk een textielbedrijf, later een postorderbedrijf. Francis Charles Pollet (1945), aanvankelijk bestuurder bij La Redoute, richt in 1975 Promod op, een winkelketen van confectiekleding met meer dan 600 verkooppunten vooral in Frankrijk en België.

## Verbonden
- Leon Claude Duhamel (1935), uitvinder in 1965, van de K-Way regenjas, eigenlijk een variante op een Duits origineel, als zoon van een textielproducent uit Roubaix. Het is in het Etablissement Textiles Duhamel in Roubaix, die hij na de dood van zijn vader in 1968 overnam, dat deze werden geproduceerd. Verkocht alles aan Pirelli in 1991 en werd wijnboer.

## Partnersteden
Roubaix onderhoudt vriendschapsbanden met de volgende steden:
- Mönchengladbach (Duitsland), sinds 1969
- Verviers (België), sinds 1969
- Bradford (Verenigd Koninkrijk), sinds 1969
- Skopje (Macedonië), sinds 1973
- Prato (Italië), sinds 1981
- Sosnowiec (Polen), sinds 1993[11]
- Covilhã (Portugal), sinds 2000
- Bouira (Algerije), sinds 2003